# رومان شارونوف
رومان سيرغييفيتش شارونوف (بالروسية: Роман Сергеевич Шаронов) (مواليد 8 سبتمبر 1976 في موسكو، الاتحاد السوفييتي) لاعب كرة قدم روسي يجيد اللعب في مركز الظهير الأيمن ويلعب حاليا في نادي روبين كازان الروسي منذ 2008.

## روابط خارجية
- رومان شارونوف على موقع الاتحاد الدولي (مؤرشف)  (الإنجليزية)
- رومان شارونوف على موقع الاتحاد الأوربي (الإنجليزية)
- رومان شارونوف على موقع قاعدة بيانات كرة القدم.إي يو (الإنجليزية)
- رومان شارونوف على موقع ناشيونال فوتبول تيمز (الإنجليزية)
- رومان شارونوف على موقع Soccerway.com (الإنجليزية)
- رومان شارونوف على موقع عالم كرة القدم.نت (الإنجليزية)
- رومان شارونوف على موقع AS.com (الإسبانية)